# Alloplectus hispidus
Alloplectus hispidus là một loài thực vật có hoa trong họ Tai voi. Loài này được (Kunth) Mart. mô tả khoa học đầu tiên năm 1829.